# Hans Ritter von Baeyer

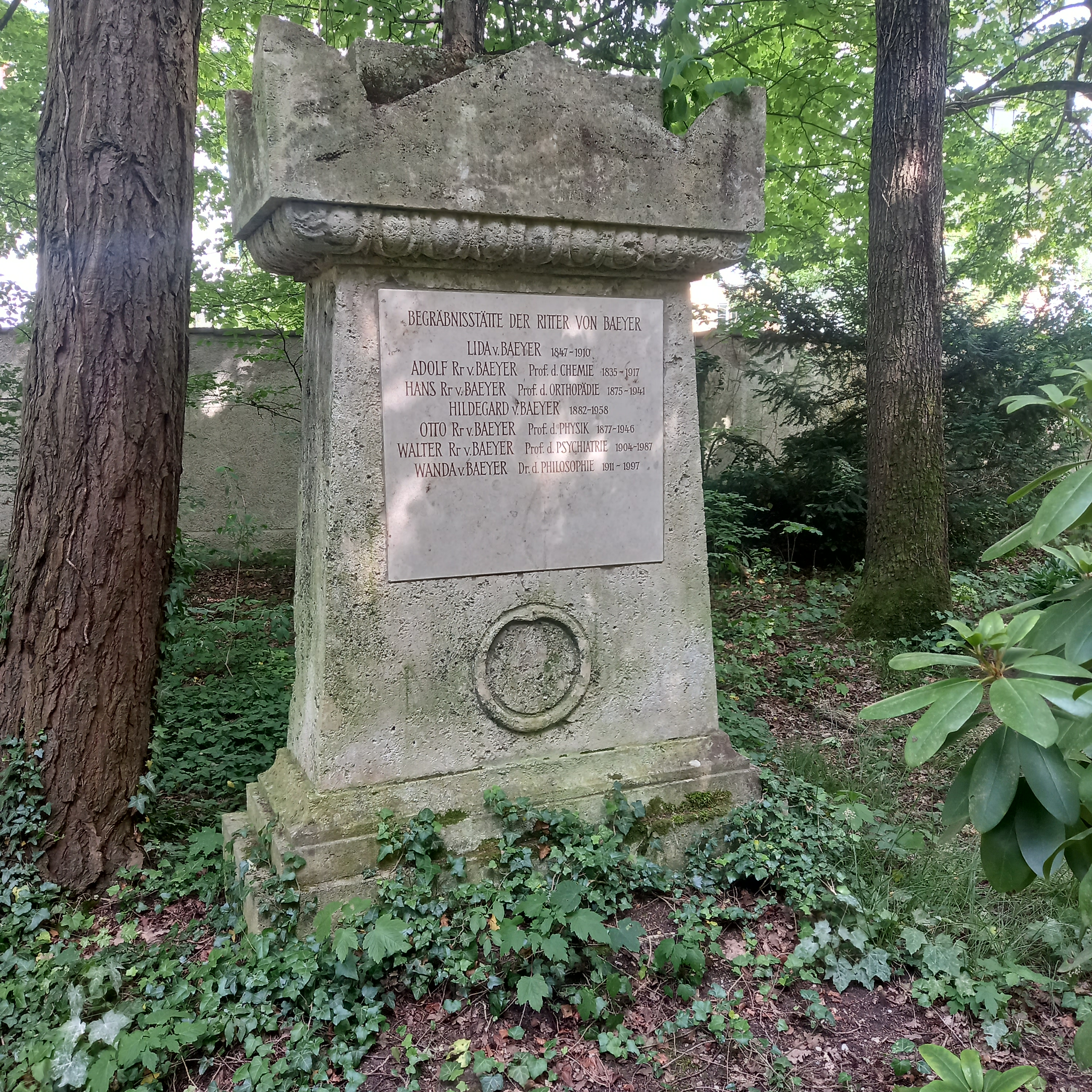
Das Grab von Hans Ritter von Baeyer und seiner Ehefrau Hildegard geborene Merkel im Familiengrab auf dem Waldfriedhof (München)

Hans Emil Ritter von Baeyer (* 28. Februar 1875 in Straßburg; † 21. Januar 1941 in Düsseldorf) war ein deutscher Orthopäde und Hochschullehrer.

## Leben
Sein Vater war der Chemiker und Nobelpreisträger Johann Friedrich Wilhelm Adolf von Baeyer (1835–1917), seine Mutter Adelheid Bendemann, Tochter des Oberbergrates Emil Bendemann und Nichte des Malers Eduard Bendemann. 
Er studierte Medizin an der Thüringischen Landesuniversität Jena und der Ludwig-Maximilians-Universität München, wo er 1901 mit der Dissertationsschrift Über Chromsäurevergiftung promoviert wurde.
1908 habilitiert er sich mit der Habilitationsschrift Über Fremdkörper im Organismus an der Ludwig-Maximilians-Universität München. 1918 wurde er zum außerordentlichen Professor, 1919 zum ordentlichen Professor für Orthopädie an der Ruprecht-Karls-Universität Heidelberg berufen. Sein wissenschaftlicher Schwerpunkt war „Mechano-Pathologie“. Seit Juni 1918 trieb er den Aufbau der Stiftung Orthopädische Klinik in Schlierbach bei Heidelberg voran.
Am 1. März 1933 wurde er als Nichtarier entlassen, da seine Großmutter väterlicherseits und sein Großvater mütterlicherseits jüdischer Herkunft waren. Nachdem ihm Vorlesungstätigkeiten sowie Klinikleitung untersagt wurden, ließ er sich in Düsseldorf als Facharzt nieder und betrieb eine orthopädische Privatpraxis. Dort starb er 1941 an einem Herzinfarkt.
Er wurde auf dem Münchner Waldfriedhof im Grab seiner Eltern beerdigt.
Nach Baeyer wurde eine so genannte Fibularisfeder („Baeyer-Feder“) benannt, eine Metallschiene zur Behandlung des Spitzfußes bei Peroneuslähmung.
Er war Träger des Ordens Pour le Mérite für Wissenschaft.

### Familie
Baeyer heiratete 1903 Hildegard Merkel (1882–1958). Mit ihr bekam er insgesamt vier Kinder: Walter Johannes Adolf, Liselotte, Erich Otto und Hans Jakob Johann.
Seine Tochter heiratete den Mediziner Karl Stern  und emigrierte mit diesem nach England und Kanada.